# Kanakere, Chiknayakanhalli
Kanakere là một làng thuộc tehsil Chiknayakanhalli, huyện Tumkur, bang Karnataka, Ấn Độ.